# Lisa Waltz
Lisa Waltz (Limerick, 31 de agosto de 1961) es una actriz estadounidense de cine y televisión que inició su carrera a mediados de la década de 1980.

## Carrera
Waltz ha registrado apariciones en numerosas series de televisión, entre las que destacan My So-Called Life, Boston Legal, CSI: Miami, Frasier, Inconceivable, Side Order of Life, Ask Harriet, The Young and the Restless, The Agency, The X-Files, Castle y 90210.
Interpretó el papel de Melinda Bauer, la madre de Kiefer Bauer y esposa de Warren Bauer, en la popular serie General Hospital en 2010. También figuró en la película de terror de 1992 dirigida por Mary Lambert Pet Sematary Two y en la serie web Fear the Walking Dead: Flight 462 entre 2015 y 2016.

## Filmografía

### Cine
| Año  | Título                                     | Papel           |
| ---- | ------------------------------------------ | --------------- |
| 1986 | Brighton Beach Memoirs                     | Nora            |
| 1992 | Pet Sematary Two                           | Amanda Gilbert  |
| 1992 | The Opposite Sex and How to Live with Them | Lizbeth         |
| 1993 | Stone Soup                                 | Ava             |
| 1996 | Red Ribbon Blues                           | Bones           |
| 1998 | The Odd Couple II                          | Hannah Unger    |
| 1999 | Starry Night                               | Kathy Madison   |
| 2005 | Yours, Mine & Ours                         |                 |
| 2009 | Alpha Males Experiment                     | Stacy           |
| 2011 | The Back-Up Bride                          | Darlene Bingham |

### Televisión
| Año       | Título                            | Papel                       | Notas            |
| --------- | --------------------------------- | --------------------------- | ---------------- |
| 1987      | CBS Summer Playhouse              | Holly                       | 1 episodio       |
| 1989      | Heartbeat                         | Mary Kazak                  | 1 episodio       |
| 1989      | Night Court                       | Rita Vargas                 | 1 episodio       |
| 1989      | Thirtysomething                   | Beth                        | 1 episodio       |
| 1989      | Wiseguy                           | Lauren Burroughs            | 1 episodio       |
| 1990      | Father Dowling Mysteries          | Sarah McMasters             | 1 episodio       |
| 1990      | Matlock                           | Frances 'Frannie' Morrissey | 1 episodio       |
| 1991      | Monsters                          | Katharine                   | 1 episodio       |
| 1991      | Quantum Leap                      | Lilly                       | 1 episodio       |
| 1992      | Nurses                            | Gail                        | 1 episodio       |
| 1992      | Melrose Place                     | Liz McBain                  | 1 episodio       |
| 1993      | Northern Exposure                 | Stephie O'Connell           | 1 episodio       |
| 1993      | Herman's Head                     | Carin                       | 1 episodio       |
| 1993      | The X-Files                       | Lauren Kyte                 | 1 episodio       |
| 1994      | Roswell                           | Janet Foss                  | Telefilme        |
| 1994-1995 | My So-Called Life                 | Hallie Lowenthal            | Papel recurrente |
| 1995      | Mad About You                     | Didi                        | 1 episodio       |
| 1995      | Can't Hurry Love                  | Gail Tanny                  | 1 episodio       |
| 1996      | Can't Hurry Love                  | Gail Tanny                  | 1 episodio       |
| 1996      | ER                                | Sra. Wimbur                 | 1 episodio       |
| 1996      | Dark Skies                        | Andrea 'Andi' Sayers        | 1 episodio       |
| 1996      | Touched by an Angel               | Nora                        | 1 episodio       |
| 1997      | Pacific Palisades                 | Shirley                     | 1 episodio       |
| 1998      | Frasier                           | Tricia                      | 1 episodio       |
| 1998      | Ask Harriet                       | Melissa Peters              | Papel recurrente |
| 1999      | Providence                        | Tracy Owens                 | 1 episodio       |
| 1999      | The Strip                         | Jamie Boston                | 1 episodio       |
| 2001      | Frasier                           | Tricia                      | 1 episodio       |
| 2001-2002 | The Agency                        | Patrice DeAllo              | Papel recurrente |
| 2002      | Strong Medicine                   | Dra. Doris Pasternak        | 1 episodio       |
| 2003      | Boomtown                          | Pamela Donner               | 1 episodio       |
| 2003      | Cold Case                         | Melanie Whitley             | 1 episodio       |
| 2003      | Line of Fire                      | Evangeline Mattington       | 1 episodio       |
| 2004      | Everwood                          | Diane Shumacher             | 1 episodio       |
| 2004      | Tru Calling                       | Grace                       | 1 episodio       |
| 2004      | Nip/Tuck                          | Trudy Nye                   | 1 episodio       |
| 2004      | Medical Investigation             | Sra. Johnson                | 1 episodio       |
| 2005      | Inconceivable                     | Ellen Gilley                | 1 episodio       |
| 2005      | Commander in Chief                | Alison Remarque             | 1 episodio       |
| 2005      | CSI: Miami                        | Brenda Hall                 | 1 episodio       |
| 2006      | Criminal Minds                    | Judy Homefeldt              | 1 episodio       |
| 2007      | Ghost Whisperer                   | Heather                     | 1 episodio       |
| 2007      | Bones                             | Jean Marie Howard           | 1 episodio       |
| 2007      | Boston Legal                      | Dorothy Scanlon             | 1 episodio       |
| 2007      | Side Order of Life                | Misty Rain                  | Papel recurrente |
| 2007      | Without a Trace                   | Monica Beckett              | 1 episodio       |
| 2007-2011 | The Young and the Restless        | Dra. Mason                  | Papel recurrente |
| 2009      | Castle                            | Laurie Horn                 | 1 episodio       |
| 2009      | Lie to Me                         | Dra. Roland                 | 1 episodio       |
| 2009      | The Eastmans                      | Heather Queenan             | 1 episodio       |
| 2010      | General Hospital                  | Melinda Bauer               | Papel recurrente |
| 2010      | Miami Medical                     | Leslie                      | 1 episodio       |
| 2010      | Private Practice                  | Rachel                      | 1 episodio       |
| 2010-2011 | 90210                             | Katherine Upton             | Papel recurrente |
| 2012      | The Finder                        | Karyn Welling               | 1 episodio       |
| 2012      | Perception                        | Sandy Shelby                | 1 episodio       |
| 2015-2016 | Fear the Walking Dead: Flight 462 | Suzanne                     | Papel recurrente |